# 11704 Gorin
11704 Gorin este un asteroid din centura principală de asteroizi.

## Descriere
11704 Gorin este un asteroid din centura principală de asteroizi. A fost descoperit pe 22 martie 1998 la Socorro, New Mexico, în cadrul proiectului LINEAR. Asteroidul prezintă o orbită caracterizată de o semiaxă mare de 2,37 ua, o excentricitate de 0,13 și o înclinație de 7,0° în raport cu ecliptica.